# (8235) Fragonard
(8235) Fragonard (2096 P-L) – planetoida z pasa głównego asteroid okrążająca Słońce w ciągu 3,69 lat w średniej odległości 2,39 au. Odkryta 24 września 1960 roku.